# 国際興業バス飯能営業所
国際興業バス飯能営業所（こくさいこうぎょうバスはんのうえいぎょうしょ）は、埼玉県飯能市柳町10-6に位置する国際興業バスの営業所である。分車庫として旧名栗村の中心から北に進んだ県道沿いに名栗車庫（なぐりしゃこ）を構える。
飯能駅北口をターミナルとし、飯能市・日高市・入間郡毛呂山町・東京都青梅市を運行する路線を所管している。

## 沿革

### 飯能・名栗のバスの始まり
飯能・名栗地区の路線の歴史は、大正時代に柏木代八・本橋藤太郎の「入間自動車商会」なる個人事業者によって運行されていた路線に始まる。いずれも飯能から名栗川・入間川に沿って名栗方面に向かう路線であった。
この後に埼玉県議会議員へ当選する柏木の経営を経て、1951年に設立された「名栗林材交通」に引き継がれた。その後、同社の元で間野方面への路線延伸が行われたのち、1957年にタクシー会社「飯能自動車」が同社を合併し、社名を飯能交通と改めた。

### 飯能営業所の開設
1959年10月26日、国際興業が飯能自動車を買収し、飯能営業所が開設された。名栗村に国際興業バス名栗営業所も設置されたが、1964年10月17日に飯能営業所が現在地に移転した際、名栗営業所の管轄系統と所属車両が集約され、名栗営業所は廃止されて名栗出張所となった。
飯能交通より継承した路線は、飯能駅 - 名栗 - 山伏口など9系統が存在していたが、1961年には早くも路線が新設され、池袋駅から川越駅・飯能駅を経由して名栗村観世音センターまで結ぶ急行運転が開始された。この頃には他にも有間への路線が休日に運行されるなど、観光客の利用を当て込んだ路線がいくつか存在していたが、1960年代に入るとマイカーの普及や渋滞の悪化によって利用者が減少し、長距離路線は次々に分断・廃止となった。
一方、1970年代には郊外住宅地造成の波が飯能営業所の管内にも押し寄せ、西武飯能・日高分譲地、東急こま武蔵台の入居が始まった。これにより飯能駅や高麗駅、高麗川駅などから両住宅地への路線が開設され、従来の山岳ローカル路線に加え、ニュータウン輸送路線を抱えるようになった。

### ボンネットバス「さわらび号」
1986年に有間川を塞き止めた有間ダム（名栗湖）が完成し、1990年代にダムの畔にカヌー工房や村営温泉施設「さわらびの湯」が開業したことにより、名栗村は再び観光地として注目を浴びるようになった。
これを受け、飯能営業所では1997年に飯能駅 - 湯の沢線の「さわらびの湯」乗り入れを始めるとともに、グループ会社の岩手県交通で保存されていたボンネットバスを再生して「さわらび号」と命名、観光シーズンに飯能駅 - 名栗方面の路線で季節運行することとなった。

さわらび号は2002年まで運行され、この間にかつてのような有間渓谷までの運行が季節限定ながら復活した。

### 1990年代
1995年1月、唯一の他営業所との接続先であった西浦和営業所川越分車庫が閉鎖されたことにより、飯能営業所の運行エリアは、国際興業バスの他営業所との路線とは接続しない飛び地状態となった。
1996年には、当営業所初のコミュニティバスとして日高市内循環バス（西コース「せせらぎ号ウエスト」）の運行受託を開始したが、2007年に廃止されている。

### 2000年代
2006年に埼玉医科大学保健医療学部が開設されたことに伴い、飯能駅 - 高麗川駅線を延長する形で埼玉医大までの路線が開設された。これにより、営業エリアは埼玉県入間郡毛呂山町にも拡大されている。当時この地域では他に路線バスが運行しておらず、地域住民の貴重な交通手段として重要な役割を担っていたが、2007年4月1日より、イーグルバスが高萩地区から埼玉医科大学国際医療センターへの路線を開通したことで、競合となる国際興業バスでも既存路線増回などの改正を実施し、埼玉医大線においても埼玉医大国際医療センターへの乗り入れを開始した。
その後、2017年3月31日に、埼玉医大国際医療センター関連も含め、イーグルバスの一部路線廃止が行われている。
また2008年7月30日には、国際興業バスの営業所として最後となる交通系ICカード「PASMO」システムが導入され、これにより同社全営業所（一部路線を除く）へのPASMO導入が完了した。

### 飯能地区撤退検討
2012年4月9日、国際興業バスは不採算を理由として飯能営業所の閉鎖・所管路線からの撤退を検討していることを公表したが、2014年3月末までは運行を継続するとしていた。
公表を受け、飯能市では国際興業の撤退後のバス路線について、コミュニティバスやデマンドバスへの転換、国際興業バス以外で埼玉県内でバス事業を行う事業者への後継を検討した。
しかし、いずれの方法も採算が合わないこと、国際興業バスでも飯能・日高地区周辺の他事業者3社へ後継を打診したものの、全路線をそのまま引き受けられる事業者がいなかったこと、仮に転換したとしても減便は避けられず、PASMOなどの交通系ICカードが利用不可になる公算が大きいことなどから、いずれも断念した。結果として、国際興業バスが撤退するとしていた2014年4月以降についても、飯能市が赤字路線への補助金支出や、スクールバス運行の検討を継続することなどを条件として、従来通り国際興業バスが運行することで合意し、2013年8月1日に市と協定書を締結した。
2015年以降、一部路線で減便や路線廃止などの見直しが行われている。2022年9月1日には、飯能駅 - 中藤・中沢線、間野黒指線の2路線においてワゴン車による実証運行を開始し、翌2023年9月1日から本格運行に移行した（後述）。なお、このワゴン車の運行は引き続き国際興業バス飯能営業所が担当する。
国際興業では2021年4月26日より、ICカードによる一日乗車券を導入したが、飯能営業所の全路線については本乗車券の適用外となった。

### ワンコインバス実証実験
2014年5月16日より、1年間限定で飯能駅 - 飯能河原・市役所前・飯能高校間において、ワンコインバス（通常運賃大人100円、小児10円）制度の実証実験を行っていた。現金・ICカードどちらでも適用されていた。
飯能市では2016年（平成28年）4月15日付の公式サイトで、ワンコインバス制度の運用を2017年（平成29年）5月15日まで延長すると発表した。
2021年（令和3年）3月31日をもってワンコインバス制度は終了し、翌4月1日からは大人・小児運賃がそれぞれ改訂された。

## 名栗車庫
- 所在地：飯能市上名栗368-7

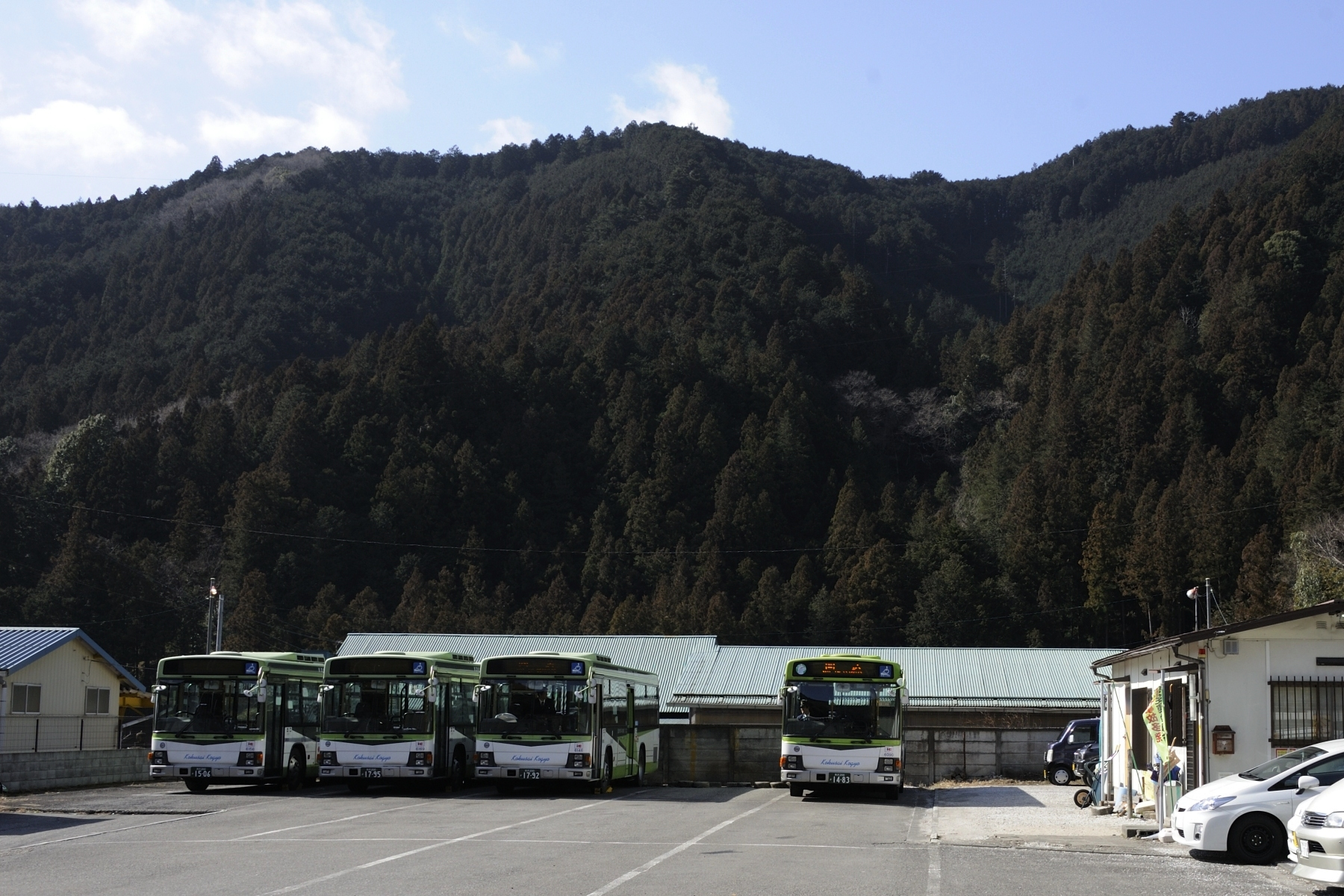
名栗車庫

名栗車庫は、元々は飯能営業所が開設された際に「国際興業バス名栗営業所」として設置されたが、1964年10月17日に飯能営業所が現在地に移転した際に名栗営業所の管轄系統と所属車両が飯能営業所に集約されたために、飯能営業所管轄下の名栗出張所（分車庫）となった。
1990年代までは車庫の配車係と、湯の沢バス停付近の狭隘道路での折り返し・路上転回を行う専門の車掌（誘導員）が常駐していたが、飯能営業所所属車両へのバックアイカメラ取り付けが進んだこともあり、どちらも無人化された。
かつて営業所であった名残から、停留所や方向幕は現在でも「車庫」と表記案内されているものの、名栗車庫には所属車両は在籍しない。現在では日中の名栗地区の運用での待機場、および早朝の飯能駅方面、名郷・湯の沢方面の名栗車庫始発運用に充当する車両の夜間停泊として使用される。

## 現行路線

### 飯能駅 - 原市場 - 名栗車庫 - 湯の沢線

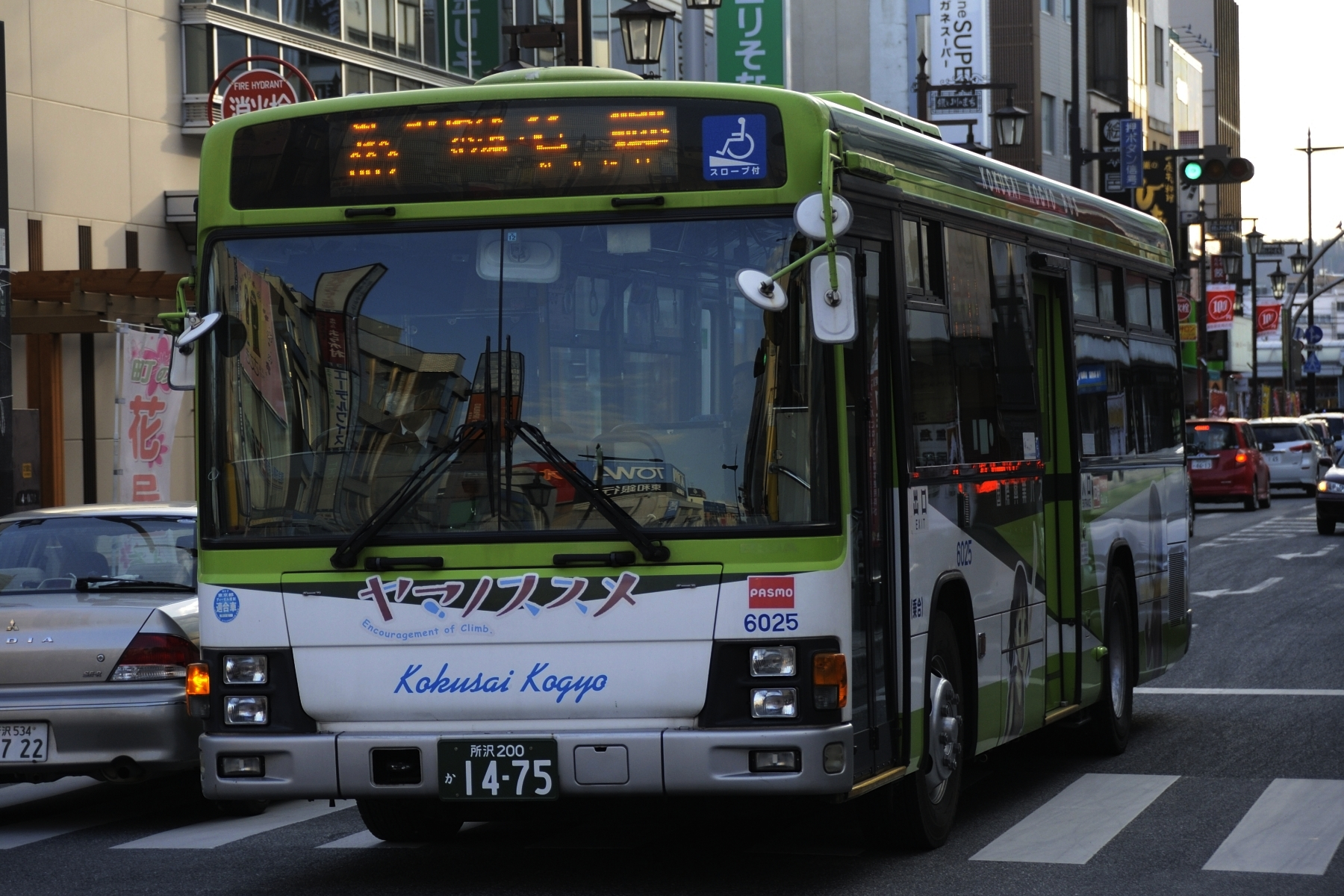
飯能駅を出発する飯03-2。車両は飯能を舞台とした「ヤマノススメ」初代ラッピング車。

- 飯01：飯能駅 - 東飯能駅 - 岩根橋 - 永田会館 - 新寺 - 原市場 - 上赤沢 - 名栗川橋 - 名栗車庫 - 柏木橋 - 名郷 - 湯の沢
- 飯01-2：飯能駅 - 東飯能駅 - 岩根橋 - 永田会館 - 新寺 - 原市場 - 上赤沢 - 名栗川橋 - ノーラ名栗・さわらびの湯 - 名栗車庫 - 柏木橋 - 名郷 - 湯の沢
- 飯02：飯能駅 - 東飯能駅 - 岩根橋 - 永田会館 - 新寺 - 原市場 - 上赤沢 - 名栗川橋 - 名栗車庫
- 飯02-2：飯能駅 - 東飯能駅 - 岩根橋 - 永田会館 - 新寺 - 原市場 - 上赤沢 - 名栗川橋 - ノーラ名栗・さわらびの湯 - 名栗車庫
- 飯03：飯能駅 - 東飯能駅 - 岩根橋 - 永田会館 - 新寺 - 原市場 - 上赤沢 - 名栗川橋 - 名栗車庫 - 柏木橋 - 名郷
- 飯03-2：飯能駅 - 東飯能駅 - 岩根橋 - 永田会館 - 新寺 - 原市場 - 上赤沢 - 名栗川橋 - ノーラ名栗・さわらびの湯 - 名栗車庫 - 柏木橋 - 名郷
- 飯06：飯能駅 - 東飯能駅 - 岩根橋 - 永田会館 - 新寺 - 原市場 - 上赤沢（早朝、夜間のみ運行）
- 名栗01：名栗車庫 → 柏木橋 → 名郷（早朝のみ運行）
- 名栗02：名栗車庫 → 柏木橋 → 名郷 → 湯の沢（早朝のみ運行）

#### 沿革（名栗本線系統）
- 1926年（大正11年）4月5日 : 本橋藤太郎が運営する個人事業者が飯能から原市場を経て名栗へ至る路線を開設する[1]。
- 1959年（昭和34年）10月26日、国際興業が飯能自動車を買収したことにより、国際興業の路線となる。
- 1997年（平成9年）頃 : 一部便のさわらびの湯への乗り入れを開始する。
- 2004年（平成16年）9月1日 : 飯02に深夜バスを設定する（平日の23時台1便運行）。
- 2006年（平成18年）4月19日 : 飯能駅発の全便が東飯能駅＜駅前広場＞に乗り入れるようになる[3]。
- 2017年（平成29年）6月16日 : 上赤工 - 赤工間に「エコス前」停留所を新設[15]。
- 2019年（平成31年/令和元年）
  - 3月16日 : （新）「天覧山下」停留所設置に伴い（旧）「天覧山下」停留所を「市民会館・博物館」に名称変更[16]。
  - 8月26日 : 飯02の深夜バスを廃止[17]。
- 2020年（令和2年）
  - 2月25日 : ヤマト運輸と提携のうえ平日午後の湯の沢行き1便を貨客混載バスとして運行を開始[18]。
  - 10月16日 : 「さわらびの湯」から「ノーラ名栗・さわらびの湯」に停留所名が変更[19]。

飯能駅から東飯能駅を経由し、入間川に沿って上流の名栗地区へ向かう。枝番系統は全て日帰り温泉施設「さわらびの湯」を経由して運行される。このうち飯01-2は国際興業バス最長距離を走り、全長は約30kmにも及ぶ。飯能交通からの路線譲渡を受けた当時は、湯の沢よりさらに奥の「山伏口」まで達していたが、その後湯の沢までに短縮されている。東飯能駅では、下り便（名栗方面）のみ駅前広場に乗り入れる。
赤字路線ではあるものの、旧名栗村内を走行する唯一の公共交通機関であることから、国土交通省および埼玉県から地域公共交通確保維持事業に基づく補助金を受けて運行されている。

### 飯能駅 - 中藤・中沢線
- 飯04：飯能駅 - 東飯能駅 - 岩根橋 - 永田会館 - 新寺 - 天神橋 - 中藤（青石橋） - 中沢
- 飯05：飯能駅 → 東飯能駅 → 岩根橋 → 永田会館 → 新寺 → 天神橋 → 中藤（青石橋）※平日のみ運行

この路線は新寺 - 中沢間に狭隘道路が存在するため、2012年3月15日まで車掌が乗務していたが、車掌は誘導員としての乗務で、運賃収受の方法は他のワンマン運転路線と同じだった。車両へのバックアイカメラの取り付けが完了したことから、翌3月16日からワンマン運転となった。
2022年9月1日、飯能駅 - 間野黒指線と共に当路線をワゴン車による新しい移動手段へ移行した。以降は飯04が朝2便のみの運行に大幅減便、区間便である中藤（青石橋）止まりの飯05はいったん廃止された。その後2024年10月1日改正で飯能第二小スクールバス廃止による代替として飯04の増便（中沢行き2便）と飯05（中藤行き片道一日一便のみ）の復活を含む改正が行われた。2024年10月現在で飯04の中沢行きが4便・飯能駅行きが2便、飯05の中藤（青石橋）行きが1便のダイヤで運行されている。

### 飯能駅 - 西武飯能日高線
- 飯07：飯能駅 - 飯能第一小学校 - 永田会館 - 西武不動産営業所 - 西武飯能日高（東飯能駅非経由）

飯能駅から西側に向かう路線であるが、この路線のみ東飯能駅を経由しない。終点の西武飯能日高は、西武プロパティーズが開発した西武飯能・日高分譲地の住宅街。
2019年3月16日の改正で、従来の岩根橋経由から飯能第一小学校経由の新ルート経由での運行となった。
2020年10月16日、「天覧山下」から「OH!!!天覧山下」に停留所名が変更された。

### 飯能駅 - 高麗駅 - 高麗川駅 - 埼玉医大線
- 飯12-2：飯能駅 → 飯能高校 → 滝不動 → 新滝不動 → 高麗駅 → 木綿沢 → 飯能高校 → 飯能駅
- 飯30：飯能駅 - 飯能高校 - 滝不動 - 木綿沢 - 赤坂公園 - 山脈公園 - 西武不動産営業所 - 西武飯能日高
- 医大11：高麗川駅 - 日高市役所入口 - 埼玉医大保健医療学部 - 埼玉医大国際医療センター - 埼玉医大（毛呂山）
- 医大11-2：高麗川駅 -（直行）- 埼玉医大保健医療学部（埼玉医大保健医療学部の休校日は運休）
- 医大12：高麗川駅 - 日高市役所入口 - 埼玉医大保健医療学部 - 埼玉医大国際医療センター
- 医大12-2：高麗川駅 -（直行）- 埼玉医大保健医療学部 - 埼玉医大国際医療センター（埼玉医大保健医療学部の休校日は運休）
- 医大31：飯能駅 - 飯能高校 - 滝不動 - 木綿沢 - 高麗駅 - 高麗支所 - 高麗川駅 - 日高市役所入口 - 埼玉医大保健医療学部 - 埼玉医大国際医療センター - 埼玉医大（毛呂山）
- 医大32：飯能駅 - 飯能高校 - 滝不動 - 木綿沢 - 高麗駅 - 高麗支所 - 高麗川駅 - 日高市役所入口 - 埼玉医大保健医療学部 - 埼玉医大国際医療センター

飯能駅から高麗駅・巾着田・高麗川駅方面へ向かう路線で、全系統で東飯能駅を経由しない。飯12-2は飯能駅から北進し、こまニュータウン地区を反時計まわり（北から南へに周回）運行する。循環方向は片方向のみであるが、滝不動 - 高麗駅の区間では医大線が南から北へ向かい補完している。
飯30は、当初は1便のみ走る深夜バスで、高麗駅を経由しない代わりに独自区間である赤坂公園・山脈公園経由（日高市内循環バス運行時には、既に設定されていたバス停ではある）として設定されたが、2015年4月6日のダイヤ改正により、ごく一部の時間帯ではあるが、通常料金で往復運行もされることとなった。
医大11・31は、埼玉医科大学病院と日高市・飯能市を結ぶ路線で、多くは埼玉医大への通学利用や病院通院利用者となっている。埼玉医大保健医療学部 - 埼玉医大間では川越観光バスの東毛呂駅 - 埼玉医大線と並走するが、定期券などは自社線内のみ使用可能である。
2013年12月24日のダイヤ改正で、高麗川駅と埼玉医大医療センターを結ぶ医大12-2が新設された。平日の埼玉医大下校時間帯における一部の便を快速に振り替えることで、輸送の速達化を狙った。なお、医大11-2と医大12-2は埼玉医大保健医療学部の休校日は運休する。

### 飯能駅 - 双柳循環線
- 飯15：飯能駅 → 東飯能駅 → 市役所 → 県合同庁舎 → 工場前 → 双柳市営住宅 → 双柳小学校入口 → 県合同庁舎 → 市役所 → 東飯能駅 → 飯能駅（始発 - 13時台まで）
- 飯15：飯能駅 → 東飯能駅 → 市役所 → 県合同庁舎 → 双柳小学校入口 → 双柳市営住宅 → 工場前 → 県合同庁舎 → 市役所 → 東飯能駅 → 飯能駅（14時台 - 終車まで）
- 飯15-2：工場前 → 双柳市営住宅 → 双柳小学校入口 → 県合同庁舎 → 市役所 → 東飯能駅 → 飯能駅（平日朝のみ運行）

飯能駅から東飯能駅を経由した後に双柳市営住宅方面へ向かう短距離路線。2015年10月16日の路線改変で循環化した。

### 飯能駅・東飯能駅 - メッツァ線
- m01：飯能駅北口 - メッツァ（直行・西武バス飯能営業所・西武バス狭山営業所と共同運行）
- m02：東飯能駅東口 - メッツァ（直行・西武バスと共同運行）　※2020年5月より運休中

2018年11月8日より運行開始。定期券や一日乗車券は使用不可。m02系統（東飯能駅〜メッツァ）は2020年5月より長期運休中。

### スクールバス
- 学02：飯能駅 - 前ヶ貫入口 - 下畑 - 上畑 - 南高麗小学校
- 学03：南高麗小学校 → 南高麗地区行政センター → 上畑 → 下畑 → 前ヶ貫入口
- 学04：原市場小学校 - 曲竹 - 新寺 - 堂西 - 種木橋 - 釣場 - 中藤（青石橋）
- 学05：原市場小学校 - 原市場中学校 - 唐竹橋 - 上赤沢 - 久林

久林付近では折り返しが出来ず、飯能営業所から直接回送されて運用に入ったり、久林から一旦名栗車庫まで回送されていた。
- 学05-2：原市場小学校 - 原市場中学校 - 唐竹橋 - 上赤沢
- 学05-3：原市場地区行政センター - 原市場小学校

飯能営業所では南高麗・原市場の両小学校によるスクールバスも担当しているが、そのスクールバスに系統番号を付与している。学02・03系統は、飯能駅 - 下畑間で他路線が経由しない独自経路となっている。運行時刻は各小学校の都合に合わせて流動的に決めており、一般客の利用は出来ない。学02は、停留所名としては存在しなかったものの、かつての西武自動車（現・西武バス）が飯能駅 - 青梅駅間を多数運行していた時代に、並行経路として飯能市矢颪付近にある「清川橋」を経由していた。西武バスの路線は既に廃止しており、現存および面影を残すのは、飯41-1（飯能駅南口 - 加治橋 - 岩井堂 - 岩蔵温泉 - 東青梅駅線）のみである。

## 臨時運行路線

### 飯能駅 - 間野黒指線
- 飯11：飯能駅 - 東飯能駅 - 岩根橋 - クリーンセンター - 成木一丁目四ツ角 - 南高麗 - 間野黒指（臨時運行）

南高麗を経由し直竹（間野黒指）方面に行く。名栗方面とは違った趣のある山間ローカル線で、南高麗小学校付近と南高麗より先は道幅が非常に狭い。途中、県道28号を走行し美杉台（西武バス飯能営業所も所在、クリーンセンター付近で同社路線と交差）を縦断、下畑 - 成木一丁目四ツ角では都営バス（青梅支所管轄）との乗り換えが可能である。なお、この系統は成木一丁目四ツ角付近で飯能担当路線では唯一東京都内に、国際興業バスで唯一東京都区内以外である青梅市を通る。1955年の開通で、当初は畑トンネルを経由して間野まで運行していた。畑トンネルを走ったのはこの路線が最初ではなく、戦前は武蔵野鉄道（現・西武池袋線の前身）の青梅 - 飯能線が通っていた。しかし、西武は戦後この経路での運行を止めたため、当時の名栗林材交通が畑トンネル経由での運行を復活させるべく新設した。
2017年6月16日、赤根峠入口 - クリーンセンター間に「美杉台六丁目」停留所が新設された。
2019年3月16日の改正で、従来のルートの一部変更および停留所の移設、名称が変更（「吾妻峡入口」停留所経由にルート変更、「大河原」停留所を新ルート上に移設、「赤根峠入口」停留所を「大沢川」に名称変更）された。
2022年9月1日、飯能駅 - 中藤・中沢線と共に当路線をワゴン車による新しい移動手段へ移行した。以降は主に大型連休時において、間野地区でイベント（年2回の間野地区お散歩マーケット）が開催される日のみ運行される臨時系統となる。

## 運行受託路線
飯能市が実施している「飯能市地域公共交通計画」に基づき、原市場（中藤・中沢）地区、および南高麗地区において乗合ワゴン車「おでかけむーま号」の運行を受託している。
両路線とも2022年9月1日より1年間にわたって実証運行を行い、翌2023年9月1日より一部ダイヤを修正したうえで本格運行に切り替わっっている。

### 原市場（中藤・中沢）地区
- 原市場01：原市場地区行政センター - 原市場 - 新寺 - 天神橋 - 中藤（青石橋） - 中沢
- 原市場01-2：原市場地区行政センター - 原市場 - 新寺 - 天神橋 - 中藤（青石橋）[21]
- 原市場02：新寺 - 天神橋 - 中藤（青石橋） - 中沢
- 原市場02-2：新寺 - 天神橋 - 中藤（青石橋）[21]

2022年9月1日新設。新寺で飯能駅 - 原市場 - 名栗車庫 - 湯の沢線に接続するダイヤが組まれている。平日は夕方から夜に4往復、土休日は夕方から夜に3往復の運行。また、平日の月・水・金曜日の午前中に原市場地区行政センター - 新寺 - 中沢間を運行する便が3往復ある。
新寺 - 中沢間はフリー乗降区間となっている。
料金は新寺 - 中沢間が100円均一、原市場地区行政センター - 新寺間の延長運行区間にまたがって乗車する場合は300円となる。
車椅子利用者、およびハイキングの団体利用がある場合は代車での運行となるため事前連絡が必要となる。

### 南高麗地区
経由地の異なる3系統が運行される。料金は300円均一で全便土休日運休。
- 南高麗01：東飯能駅 - 飯能駅 - みどり橋 - 上畑 - 成木一丁目四ツ角 - 南高麗小学校 - 間野黒指

月曜日から金曜日に上り4便、下り3便が運行される。
- 南高麗02：東飯能駅 - 飯能駅 - みどり橋 - 上畑 - 南高麗地区行政センター - 間野黒指
- 南高麗02-2：東飯能駅 - 飯能駅 - みどり橋 - 上畑 - 南高麗地区行政センター[21]

月・水・金曜日に2往復運行。
- 南高麗03：東飯能駅 - 飯能駅 - みどり橋 - 上畑 - 成木一丁目四ツ角 - 南高麗小学校 - 南高麗地区行政センター - 苅生自治会館

月・水・金曜日に2往復運行。

## 廃止路線

### 一般系統（廃止）
- 飯09：飯能駅 - 東飯能駅 - 岩根橋 - 永田会館 - 新寺 - 原市場折返場

2003年3月12日の西武池袋線ダイヤ改正に合わせた改正で、県道沿いにあった折返場が廃止されたことで路線も廃止された。
- 飯12：飯能駅 - 飯能高校 - 滝不動 - 木綿沢 - 高麗駅 - 高麗支所 - 高麗川駅

最盛期には川越営業所と共管で高麗川駅から先、高麗川団地を経由し川越駅まで運行していた。その後、飯能単独運行に変更の上で高萩駅まで短縮されたが、川越線の電化・運行本数の増加などの影響により高麗川団地第二折返場発着へ、川越分車庫閉鎖時に高麗川駅発着へと短縮された。2003年3月12日のダイヤ改正で一度廃止され、2004年9月1日に高麗12の代替として復活したが、2015年4月6日に医大31へ統合廃止された。末期は土休日の早朝に1便のみ運行されていた。
- 飯13：飯能駅 - 東飯能駅 - 市役所 - 県合同庁舎 - 双柳市営住宅 - ぶしニュータウン - 新光
- 飯14：飯能駅 - 東飯能駅 - 市役所 - 県合同庁舎 - 双柳市営住宅
- 飯14-2：飯能駅 → 東飯能駅 → 東飯能駅東口 → 市役所 → 県合同庁舎 → 双柳市営住宅（平日運休）
- 飯14-2：双柳市営住宅 → 県合同庁舎 → 市役所 → 東飯能駅東口 → 東飯能駅 → 飯能駅（土曜・休日運休）

2015年10月16日の双柳地区路線再編により、双柳地区を循環運行する2代・飯15に代替廃止された。なお、飯13は国際興業バスで唯一となる入間市内乗り入れ（新光地区）路線だった。
- 飯15（初代）：飯能駅 - 東飯能駅 - 市役所 - 六道 - 双柳市営住宅

1998年11月16日に飯14と統合廃止された。
- 飯80：車庫前 - 六道 - 双柳市営住宅

2015年10月16日の双柳地区路線再編によって廃止された。最末期は早朝の出庫と夜間の入庫のみ運行していた。
- 高麗12：高麗川駅 - 高麗支所 - 高麗駅 - 西武飯能日高

2003年3月12日に飯12を高麗川駅発着に短縮した上で新設した。2004年9月1日に復活した飯12へ代替廃止された。
- 有間01：飯能駅 -（直通）- さわらびの湯 - 有間渓谷観光つり場
- 有間01-2：飯能駅 - 東飯能駅 - 岩根橋 - 永田会館 - 新寺 - 原市場 - 上赤沢 - 名栗川橋 - さわらびの湯 - 有間渓谷観光つり場

土曜・休日のみ運行していた観光路線。2011年6月27日に廃止された。
- 有間02：さわらびの湯 - 有間渓谷観光つり場（ボンネットバス「さわらび号」）

ボンネットバス「さわらび号」として運行していた路線で、ボンネットバスの老朽化により2003年9月6日に廃止された。
- 飯02：飯能駅 → 東飯能駅 → 岩根橋 → 永田会館 → 新寺 → 原市場 → 上赤沢 → 名栗川橋 → 名栗車庫（深夜バス）

飯02の深夜バスは、2019年8月26日のダイヤ改正で廃止された。
- 飯11-2：飯能駅 - 東飯能駅 - 岩根橋 - クリーンセンター - 大河原工業団地入口 - 成木一丁目四ツ角 - 南高麗 - 間野黒指

大河原工業団地内へ乗り入れていた路線で朝の間野黒指行1本と夕方の飯能駅行の1本のみ設定されていたが、2021年4月1日に廃止。

### スクールバス（廃止）
学01系統以外は国際興業バスが発行する路線案内には掲載されておらず、営業所管内の系統図に掲載しているだけであった。
- 学01：南高麗小学校 - 上畑 - 保入沢 - 岩根橋 - 飯能駅
- 学03-2：東下畑 → 上畑 → 南高麗小学校
- 学06：小殿役場 - ヒツ沢 - 名郷
- 学06-2：飯能第二小学校 → 小瀬戸 → 新寺
- 学06：堂西 → 新寺 → 飯能第二小学校
- 学07：小殿役場 - 四海橋 - 小沢

### 日高市内循環バス「せせらぎ号」
- 西コース：日高市役所 - 高麗川駅 - 高麗神社 - 高麗駅 - 武蔵台公民館 - 高麗駅 - 武蔵横手駅東 - 巾着田 - 高麗川駅 - 日高市役所
- 西コース：日高市役所 - 高麗川駅 - 巾着田 - 高麗駅 - 山脈公園 - 西武飯能日高（おはよう便・ゆうやけ便）

日高市が運行していたコミュニティバス。1996年10月1日運行開始。西コース（せせらぎ号ウエスト）を担当していたが、2007年3月31日をもって廃止された。

## 車両

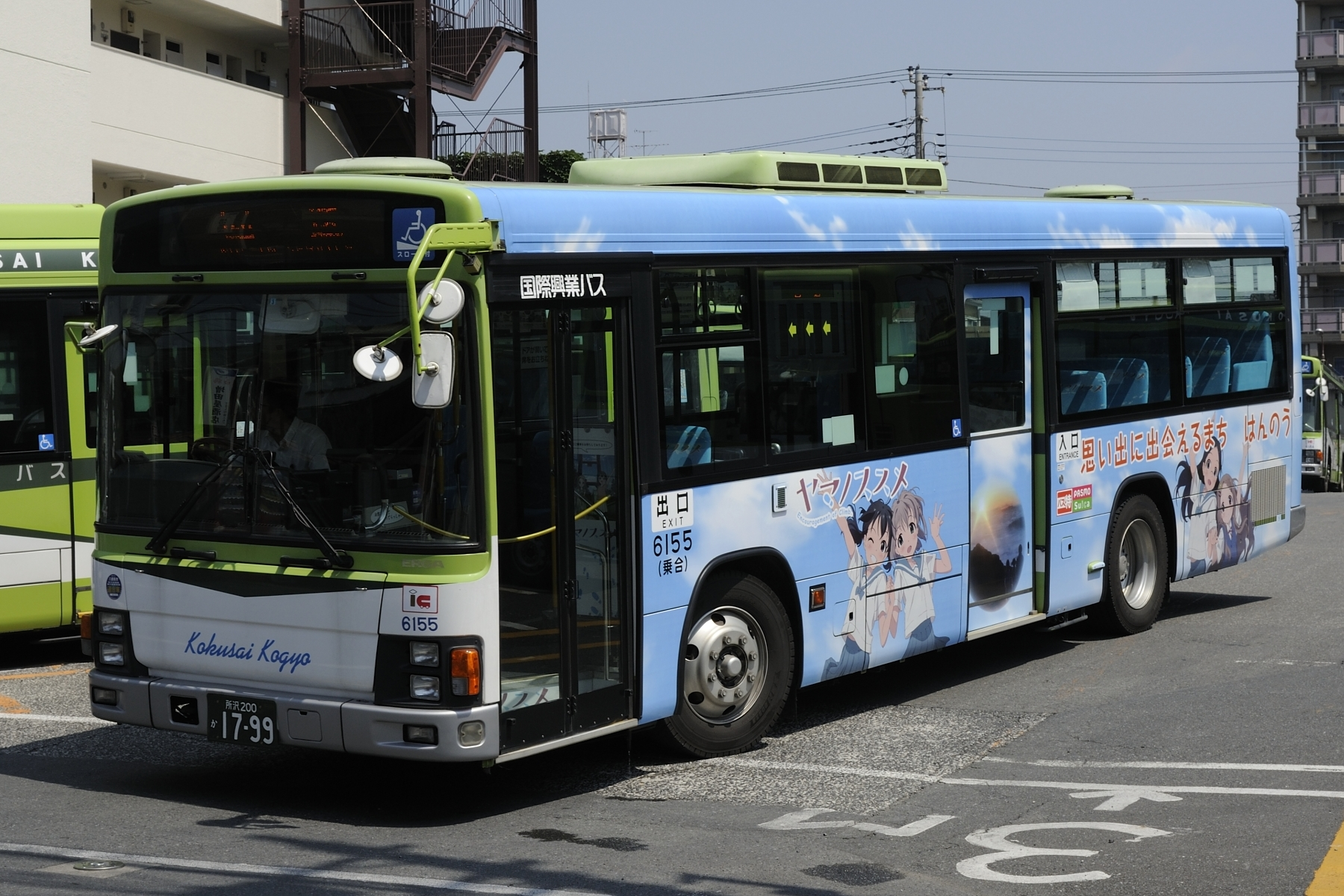
車庫を出発するヤマノススメ号 (6155)

他の営業所の一般路線用車両同様、全ていすゞ自動車の車両であるが、吾野地区スクールバス専用のマイクロバスとして、譲受車である日野・リエッセIIが1台のみ在籍している。
1996年の日高市内循環バス運行開始に伴い、専用車両として国際興業バスでは初となる日野・リエッセが1台（702号車、所沢22か1593）新製配置された。このリエッセは後付けで車椅子用リフトを装着した改造車であった。
1997年を最後に近年は新車導入がなく、NOx法の関係や車体を擦りやすい山岳部を走ること、また減価償却費圧縮のため、他の営業所から低年式の車両が転属している。
2003年3月には、淡路交通から1995年式のU-LV324Mが移籍、8501の社番を与えられた。車内の座席配置は淡路交通時代のものをそのまま継承し、2人掛けシートに補助席や網棚も備えるなど、在来車とは仕様が大幅に異なっていた。当初は一般路線に就くことが多かったが、後年スクールバス専用車に転用され、2009年に秋北バスへ移籍した。同社では能代営業所に在籍の後、2018年に除籍されている。
2007年までは一部中型車を除き、全ていすゞ・キュービックの大型車での運行だったが、2008年5月にいすゞ・エルガのスロープ付きワンステップバスがさいたま東営業所から転属、主に埼玉医大線関連の運用に就いていた。その後徐々に置き換えが進み、2013年に大型車は全てワンステップ車となった。またワンステップ車の経年に伴い、いすゞ・エルガのノンステップ車も転入している。
大型車のうち1台（9501・KC-LV380L改・元江ノ電バス、2000年式ワンステップ車）は、2013年12月に国際興業バス創業時の塗装を復刻して白とこげ茶のツートンカラーに塗り替えられた。その後経年のため、2018年3月25日のさよなら運転を最後に引退し、国際興業において33年間にわたって活躍したいすゞ・キュービックの歴史に幕を降ろした。この車両も8501同様に秋北バスへ移籍した。
アニメ『ヤマノススメ』のキャラクターイラストを施したラッピングバスが在籍している。現在運行されている車両は4号車で、2024年3月11日より運用を開始している。なお、1号車は2018年に、2号車は2023年1月9日に、3号車は同年2月12日にそれぞれ引退した。
2015年4月より、バス前面の行先表示LEDでは、「原市場」「東飯能駅」「クリーンセンター」などの経由地が追記されている。